# The Course of Empire
The Course of Empire je serija petih slik, delo angleško-ameriškega slikarja Thomasa Cola, ki jih je ustvaril v letih od 1833-36. Delo je znano po tem, da odraža popularno ameriško mnenje v tistem času, ki je videlo pastoralizem kot idealno fazo človeške civilizacije, razvoj v cesarstvo pa je obravnavalo s strahom, saj vodi v pohlep in požrešnost, s tem pa neizogibno v propad.
Serijo sestavljajo naslednja dela: The Course of Empire - The Savage State, The Course of Empire - The Arcadian or Pastoral State, The Course of Empire - The Consummation of Empire, The Course of Empire – Destruction in The Course of Empire – Desolation.
Delo prikazuje torej rast oz. vzpon in padec namišljenega mesta, ki se nahaja na spodnjem koncu rečne doline, blizu rečne delte. Dolina je razpoznavna na vsaki sliki, deloma zaradi nenavadne velike skale, ki se nahaja navidez nestabilno na vrhu hriba, ki gleda proti dolini.
Neposreden vir književnega navdiha za umetniško serijo je pesnitev Childe Harold's Pilgrimage britanskega pesnika Byrona, in sicer je kot moto služil naslednji verz: »First freedom, then glory; when that fails, wealth, vice, corruption«.

## Zgodovina
Serijo je leta 1833 naročil ameriški trgovec Luman Reed za svojo galerijo, vendar ni dočakal njenega dokončanja. Leto zatem je na razstavi požela veliki uspeh in je pozneje poleg ostale Reedove zbirke postala jedro zbirke v New-York Gallery of Fine Arts. Le-ta je slike podarila organizaciji New-York Historical Society leta 1858.

## The Course of Empire

### The Savage State
Prva slika prikazuje dolino iz smeri obale nasproti hriba, v medli svetlobi ob času svitanja po nevihti. Lovec, oblečen v živalsko kožo, hiti skozi divjino in preganja srno, kanuji veslajo po reki, na nasprotnem bregu reke se na čistini okoli ognja nahaja skupina vigvamov (šotorov), ki predstavljajo jedro bodočega mesta. Slika odraža življenje severnoameriških domorodcev.

### The Arcadian or Pastoral State
Druga slika prikazuje sveže jutro spomladi ali zgodaj poleti, nebo pa se je razjasnilo. Opazovalna točka se je premaknila po reki navzdol, saj se hrib s pečino nahaja na levi strani. V daljavi za hribom je opazen razcepljen vrh gore. Večina divjine je bila preurejena v kmetijske površine s polji in tratami. V ozadju potekajo različne dejavnosti: oranje zemlje, izdelovanje čolnov, pasenje ovc, plesanje, v ospredju na levi strani pa starejši mož s palico verjetno izrisuje geometrijski problem. Na strmi pečini blizu brega reke stoji megalitski tempelj, iz katerega se dviga dim, verjetno zaradi žrtvenih daritev. Slika odraža idealizirano, predurbano Antično Grčijo.

### The Consummation of Empire
Na tretji sliki se je opazovalna točka premaknila na nasprotni breg, približno na mesto čistine, prikazana na prvi sliki. Prikazan je veličasten poletni dan opoldne. Oba bregova sta prekrita z zgradbami s stebri iz marmorja, katerih stopnice se spuščajo v reko. Megalitski tempelj se je spremenil v velikansko kupolasto zgradbo, ki dominira na bregu. Ustje reke varujeta dva svetilnika, na odprto morje pa plujejo jadrnice z latinskimi jadri. Vesela množica se zgrinja na balkone in terase, medtem ko kralj ali zmagoslavni general, oblečen v škrlatno haljo, prečka most, ki povezuje bregova reke, med parado zmage. V ospredju so umetniško izdelana vodna fontana, iz katere priteka voda v curkih. Slika se v splošnem nanaša na čas vrhunca Antičnega Rima.

### Destruction
Četrta slika je naslikana skorajda iz enake perspektive, čeprav je opazovalna točka premaknjena malo nazaj, na sredino reke, da je umetnik lahko zajel širši pogled na dogajanje. Trenutno se odvija obleganje in rušenje mesta, medtem ko v daljavi divja velikanski vihar. Po vsej verjetnosti je flota sovražnikov premagala obrambo mesta, priplula do bregov reke ter začela zažigati zgradbe in pobijati prebivalce. Most med bregovoma je porušen, improviziran leseni most med podrtima koncema pa popušča pod težo vojakov in civilistov. V ospredju na desni strani se nahaja kip neznanega heroja brez glave, ki še vedno stoji s telesom, nagnjenim naprej, v negotovo prihodnost, kar je reminiscenca lovca iz prve slike. Scena verjetno prikazuje vandalsko oplenjenje Rima leta 455.

### Desolation
Peta in zadnja slika prikazuje rezultat uničenja leta zatem. Vidni so ostanki mesta ob zahajajočem dnevu. Pokrajina se je začela preobražati nazaj v divjino; viden ni nobene človek, ostanki zgradb pa se dvigujejo med drevesi, grmi in ostalim. V ozadju stojita porušena svetilnika, vidni pa so tudi loki porušenega mosta in stebri templja. Osamljen steber v ospredju sedaj služi kot gnezdišče za ptice. Sončni vzhod na prvi sliki je tukaj prezrcaljen kot vzhod Meseca, katerega medlo svetlobo odbija gladina reke, medtem kot steber odbija poslednje žarke sončnega zahoda.